# Altamont (Kansas)
Pour les articles homonymes, voir Altamont (homonymie).
Altamont est une municipalité américaine située dans le comté de Labette au Kansas.
Lors du recensement de 2010, sa population est de 1 080 habitants. La municipalité s'étend alors sur une superficie de 1,66 mille carré (4,3 km2), dont 0,02 mille carré (0,05 km2) d'étendues d'eau.
Altamont est fondée en 1879, une première maison y est construite en octobre de cette année. Elle doit son nom à Altamont (Illinois).